# The Klingon Dictionary
The Klingon Dictionary (anglais pour le dictionnaire klingon) est un livre de Marc Okrand qui décrit la langue klingone. Il contient un guide pour le grammaire, pour la prononciation et une liste de vocabulaire. Au moins 300 000 exemplaires ont été vendus. Il a été publié en 1985 et une deuxième édition en 1992. Il existe une traduction en allemand. 